# Stormwarrior
Stormwarrior – niemiecki zespół muzyczny grający speed/power metal, założony w 1998 przez gitarzystę i wokalistę – Larsa Ramcke’a oraz perkusistę – Andre’a Schumanna. W tym samym roku do zespołu dołączyli gitarzysta Scott Bolter i basista Tim Zienert.
Inspiracją do założenia grupy były niemieckie metalowe zespoły – Helloween i Running Wild.

## Członkowie zespołu
- Lars Ramcke (Thunder Axe) – śpiew
- David Wiczorek (Lightning Blade) – gitara
- Alex Gut (Firebolt) – gitara
- Yenz Leonhardt – gitara basowa
- Falko Reshöft (Doomrider) – perkusja

### Byli członkowie
- Scott Bölter (Scythewielder) – gitara (1998-2002)
- André Schumann (Evil Steel) – perkusja (1998-2002)
- Tim Zienert (Hell Saviour) – gitara basowa (1998-2001)
- Gabriel Palermo (Hammerlord) – gitara basowa (2001-2002)
- Jussi Zimmermann (Black Sworde) – gitara basowa (2002-2007)

## Dyskografia
- Metal Victory (1998) (demo)
- Barbaric Steel (1999) (demo)
- Possessed by Metal (2001) (EP)
- Spikes and Leather (2002) (EP)
- StormWarrior (2002)
- Heavy Metal Fire (2003) (EP)
- Odens Krigare (2004) (EP)
- Northern Rage (2004)
- Heading Northe (2008)
- Heathen Warrior (2011)
- Thunder & Steele (2014)
- Norsemen (2019)